# Dolichopeza bilan
Dolichopeza bilan är en tvåvingeart som beskrevs av Alexander 1931. Dolichopeza bilan ingår i släktet Dolichopeza och familjen storharkrankar. Inga underarter finns listade i Catalogue of Life.